# عنصر (رياضيات)

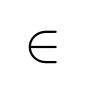

في الرياضيات، عنصر من مجموعة ما، هو كائن من الكائنات المختلفة عن بعضها البعض والتي تكون تلك المجموعة.

## المجموعات
المجموعة هي مفهوم أساسي في جميع فروع الرياضيات، ويعتبر مفهوم المجموعة من المفاهيم الأولية التي لا تُعرَّف. لكنه يمكن تصور المجموعة على أنها طائفة من الأشياء الموضوعة سوياً، وتسمى هذه الأشياء عناصر المجموعة، وعادة ما تكتب المجموعة باستخدام معقوفتين { } توضع بينهما عناصر المجموعة، فمثلا :
{\displaystyle \{a,b,c\}}
هي مجموعة عناصرها : a، b، c.
ويمكن أن يطلق على المجموعة رمز معرّف بها ، فمثلًا:
المجموعة (W) تحتوي على العناصر {1,3,5,7,9} و بالرموز {9‚W = {1,3,5,7

## الرموز والمصطلحات المستعملة
في الرياضيات، نقول أن e عنصر من المجموعة A إذا كان e ينتمي إلى A. أي أن e من مكونات المجموعة A. و نرمز لذلك ب : e ∈ A
مثال:
- 1 عنصر من المجموعة N (مجموعة الأعداد الصحيحة الطبيعية)
- 1 عنصر من المجموعة R (مجموعة الأعداد الحقيقية)

يمكن لعنصر أن ينتمي إلى مجموعات مختلفة في نفس الوقت، كما يوضح المثال السابق.